# Kózsa
Kózsa románul: Coaja, falu Romániában, Erdélyben, Hunyad megyében.

## Fekvése
Illyétől északra fekvő település.

## Története
Kózsa, Kósa nevét 1468-ban említette először oklevél p. Kosa néven mint Illye város birtokát.
Nevének későbbi változatai: 1750-ben Koazsa, 1808-ban Kósa, Koseln, 1888-ban Kozsa, 1913-ban Kózsa.
A trianoni békeszerződés előtt Hunyad vármegye Marosillyei járásához tartozott. 1910-ben 376 lakosából 3 magyar, 373 román volt. Ebből 373 görögkeleti ortodox volt.